# Елизавета Шарлотта Бурбон-Орлеанская
Елизаве́та Шарло́тта де Бурбо́н-Орлеа́н, Мадемуазель де Шартр (фр. Élisabeth Charlotte d’Orléans; 13 сентября 1676, Сен-Клу — 23 декабря 1744, Коммерси) — французская принцесса из Орлеанской ветви Бурбонов, в замужестве герцогиня Лотарингии и с 1736 года — княгиня де Коммерси.

## Биография
Елизавета Шарлотта была единственной дочерью герцога Орлеанского Филиппа I и его второй супруги, принцессы Пфальцской Лизелотты, дочери курфюрста Пфальца Карла I Людвига. Как внучка короля Людовика XIII, она имела право на почётное именование «внучка Франции». 13 октября 1698 года в Фонтенбло Елизавета Шарлотта вышла замуж за герцога Лотарингии Леопольда I Иосифа, сына герцога Карла V и его жены, эрцгерцогини Элеоноры (1653—1697), дочери императора Священной Римской империи Фердинанда III. В этом браке Елизавета Шарлотта родила четырнадцать детей, большинство из которых скончались, заболев оспой.
Первоначально отношения между мужем и женой складывались удачно, однако с годами и после многочисленных родов внешность Елизаветы Шарлотты изменилась, и её супруг начал обращать своё внимание на придворных метресс, в частности его любовницей стала мадам де Бово-Краон. Во время одной из поездок супругов к королевскому двору в Париж, при котором Леопольд и Елизавета получили от монарха титул «королевские высочества», герцогиня была поражена вольными нравами и откровенным развратом, царившими в придворной среде. После смерти мужа в 1729 году она вынуждена была неоднократно при весьма сложных политических обстоятельствах как регент при своих малолетних сыновьях брать власть над Лотарингией в свои руки. В 1736 году её двоюродный брат, король Франции Людовик XV, пожаловал Елизавете Шарлотте в суверенное владение княжество Коммерси.
Так как Елизавета Шарлотта была матерью императора Франца I, её потомками являются все представители династии Габсбургов-Лотарингских.

## Дети
1. Леопольд, наследный принц Лотарингский (26 августа 1699 — 2 апреля 1700), умер в младенчестве
2. Елизавета Шарлотта Лотарингская (21 октября 1700 — 4 мая 1711), умерла от оспы
3. Луиза Кристина Лотарингская (13 ноября 1701 — 18 ноября 1701), умерла в младенчестве
4. Мария Габриэла Шарлотта Лотарингская (30 декабря 1702 — 11 мая 1711), умерла от оспы
5. Людовик, наследный принц Лотарингский (28 января 1704 — 10 мая 1711), умер от оспы
6. Жозефина Габриэла Лотарингская (16 февраля 1705 — 25 марта 1708), умерла в детстве
7. Габриэла Луиза Лотарингская (4 марта 1706 — 13 июня 1710), умерла в детстве
8. Леопольд Клеменс, наследный принц Лотарингский (25 апреля 1707 — 4 июня 1723), умер от оспы
9. Франц I, император Священной Римской империи (8 декабря 1708 — 18 августа 1765), женат на Марии Терезии Австрийской, были дети
10. Элеонора Лотарингская (4 июня 1710 — 28 июля 1710), умерла в младенчестве
11. Елизавета Терезия (15 октября 1711 — 3 июля 1741), замужем за королём Сардинии и Пьемонта Карлом Эммануилом III, были дети
12. Карл Александр Лотарингский (12 декабря 1712 — 4 июля 1780), женат на Марии Анне Австрийской, не было выживших детей
13. Анна Шарлотта Лотарингская (17 мая 1714 — 7 ноября 1773), умерла незамужней
14. мертворождённая дочь (28 ноября 1715)